# Desmond Douglas
Desmond Douglas (* 20. Juli 1955 in Kingston (Jamaika)) ist ein englischer Tischtennisspieler. Er hat mehrere Jahre für Borussia Düsseldorf gespielt und mit eindrucksvollen Einzelbilanzen seinen Verein zu fünf Deutschen Meisterschaften geführt.

## Spielweise
Desmond Douglas ähnelte vom Spielertyp her Wilfried Lieck und Stellan Bengtsson. Wie Lieck verfügte er über gute Reflexe und einen extrem sicheren Rückhand-Block und spielte den Vorhand-Topspin mehr aus dem Handgelenk und Unterarm als aus dem ganzen Arm. Das dadurch nicht optimale Tempo glich er durch überraschende Richtungswechsel aus. Wie Bengtsson glänzte Douglas mit einer sehr guten – beinahe katzenhaft anmutenden – Beinarbeit und Beweglichkeit. Für den ganz großen Durchbruch bei Welt- oder Europameisterschaften fehlte ihm möglicherweise der harte Vorhand-„Schuss“ oder der ganz aggressive Topspin, vielleicht in einigen entscheidenden Situationen aber auch nur ein wenig Glück. Douglas ist Linkshänder.

## Karriere als Spieler
Im Alter von fünf Jahren übersiedelte Douglas mit seiner Familie von Jamaika nach Birmingham. Als 15-Jähriger wurde er Mitglied in einem Tischtennisverein, zwei Jahre später gehörte er zu den besten Junioren in England. 1972 und 1973 wurde er bei den Junioren Europameister im Mixed (mit Linda Howard).
Bis 1990 gewann er elfmal die englische Meisterschaft im Einzel (neunmal in Folge) und mehrmals im Doppel (u. a. mit Paul Day und Graham Sandley).
Obwohl Douglas in der deutschen Bundesliga – von 1977 bis 1985 spielte er für Borussia Düsseldorf – mehrere Spielzeiten lang das Maß aller Dinge war und gegen internationale Spitzenspieler bestehen konnte, ist ihm, abgesehen vom Gewinn der Europe TOP-12 1987 in Basel, der Erfolg bei einer Europa- oder Weltmeisterschaft verwehrt geblieben.

### Vereine
- Central Y.M.C.A
- Borussia Düsseldorf (1977/78 bis 1984/85)[1]
- J.K.N. Steel Stock Wolverhampton (1. Liga England) (1985 bis ????)[6]
- NFD Grove[7]

### Turnierteilnahmen
- Weltmeisterschaften: 1973, 1975, 1977, 1979, 1981, 1983, 1985, 1987, 1989, 1995
- Olympische Sommerspiele 1988[8]
- Europameisterschaften: 1974, 1978, 1980, 1982, 1984, 1986, 1988, 1990
- Commonwealth Meisterschaft 1973, 1975, 1985
- Europe TOP-12: 1978 bis 1983, 1985 bis 1987, 1989[5]

### Titel und Erfolge
- 1. Platz Europe TOP-12 1987
- 2. Platz Europe TOP-12 1979 und 1983
- 2. Platz Europameisterschaft (Mannschaft) 1978, 1988
- Commonwealth Meisterschaft (Einzel) 1985
- Commonwealth Meisterschaft (Doppel) 1975
- Commonwealth Meisterschaft (Mixed) 1975, 1985
- Commonwealth Meisterschaft (Mannschaft) 1973, 1975, 1985
- Englischer Meister (Einzel) 1976[5]

## Privat
Desmond Douglas ist verheiratet mit Ehefrau Margie und hat zwei Söhne.

## Turnierergebnisse
| Verband | Veranstaltung                         | Jahr | Ort                    | Land | Einzel        | Doppel           | Mixed         | Team |
| ------- | ------------------------------------- | ---- | ---------------------- | ---- | ------------- | ---------------- | ------------- | ---- |
| ENG     | Commonwealth Meistersch.              | 1985 | Douglas                | IMN  | Gold          | Silber           | Gold          | 1    |
| ENG     | Commonwealth Meistersch.              | 1975 | Melbourne              | AUS  |               | Gold             | Gold          | 1    |
| ENG     | Commonwealth Meistersch.              | 1973 | Cardiff                | WAL  |               |                  |               | 1    |
| ENG     | Europameisterschaft                   | 1990 | Göteborg               | SWE  |               | Viertelfinale    |               |      |
| ENG     | Europameisterschaft                   | 1988 | Paris                  | FRA  |               |                  |               | 2    |
| ENG     | Europameisterschaft                   | 1986 | Prag                   | TCH  | Viertelfinale |                  | Viertelfinale |      |
| ENG     | Europameisterschaft                   | 1984 | Moskau                 | URS  |               | Viertelfinale    |               |      |
| ENG     | Europameisterschaft                   | 1980 | Bern                   | SUI  | Viertelfinale |                  | Silber        |      |
| ENG     | Europameisterschaft                   | 1978 | Duisburg               | FRG  | Halbfinale    |                  | Viertelfinale | 2    |
| ENG     | Europameisterschaft                   | 1974 | Novi Sad               | YUG  |               |                  | Viertelfinale |      |
| ENG     | Jugend-Europameisterschaft (Junioren) | 1973 | Piraeus                | GRE  | Silber        |                  | Gold          |      |
| ENG     | EURO-TOP12                            | 1989 | Charleroi              | BEL  | 10            |                  |               |      |
| ENG     | EURO-TOP12                            | 1987 | Basel                  | SUI  | 1             |                  |               |      |
| ENG     | EURO-TOP12                            | 1986 | Sodertalje             | SWE  | 2             |                  |               |      |
| ENG     | EURO-TOP12                            | 1985 | Barcelona              | ESP  | 6             |                  |               |      |
| ENG     | EURO-TOP12                            | 1983 | Cleveland              | ENG  | 2             |                  |               |      |
| ENG     | EURO-TOP12                            | 1982 | Nantes                 | FRA  | 3             |                  |               |      |
| ENG     | EURO-TOP12                            | 1981 | Miskolc                | HUN  | 6             |                  |               |      |
| ENG     | EURO-TOP12                            | 1980 | München                | FRG  | 4             |                  |               |      |
| ENG     | EURO-TOP12                            | 1979 | Kristianstad           | SWE  | 2             |                  |               |      |
| ENG     | EURO-TOP12                            | 1978 | Prag                   | TCH  | Scratched     |                  |               |      |
| GBR     | Olympische Spiele                     | 1988 | Seoul                  | KOR  | letzte 16     | sofort ausgesch. |               |      |
| ENG     | Weltmeisterschaft                     | 1995 | Tianjin                | CHN  | letzte 32     | letzte 32        | keine Teiln.  | 13   |
| ENG     | Weltmeisterschaft                     | 1989 | Dortmund               | FRG  | letzte 64     | letzte 32        | keine Teiln.  | 9    |
| ENG     | Weltmeisterschaft                     | 1987 | New Delhi              | IND  | letzte 16     | letzte 32        | Scratched     | 12   |
| ENG     | Weltmeisterschaft                     | 1985 | Göteborg               | SWE  | letzte 64     | letzte 16        | letzte 64     | 10   |
| ENG     | Weltmeisterschaft                     | 1983 | Tokio                  | JPN  | letzte 32     | letzte 32        | letzte 32     | 4    |
| ENG     | Weltmeisterschaft                     | 1981 | Novi Sad               | YUG  | letzte 16     | letzte 16        | letzte 32     | 6    |
| ENG     | Weltmeisterschaft                     | 1979 | Pyongyang              | PRK  | letzte 16     | letzte 16        | letzte 32     | 10   |
| ENG     | Weltmeisterschaft                     | 1977 | Birmingham             | ENG  | letzte 32     | Viertelfinale    | letzte 32     | 10   |
| ENG     | Weltmeisterschaft                     | 1975 | Calcutta               | IND  | letzte 64     | letzte 32        | letzte 64     | 12   |
| ENG     | Weltmeisterschaft                     | 1973 | Sarajevo               | YUG  | letzte 128    | letzte 16        | keine Teiln.  | 10   |
| ENG     | World Cup                             | 1982 | Hong Kong              | HKG  | 13            |                  |               |      |
| ENG     | WTC-World Team Cup                    | 1990 | Hokkaido, Aomori, Niig | JPN  |               |                  |               | 3    |